# Aly Michalka
Alyson Renae "Aly" Michalka (* 25. března 1989, Torrance, Kalifornie, Spojené státy americké) je americká herečka a zpěvačka. Proslavila se rolí Keely Teslow v Disney Channel originálním seriálu Phil of the Furture. Také je známá pro roli Marti Perkins v seriálu stanice The CW Superkočky. Se svojí sestrou Aj Michalkou si zahrály ve filmu stanice Disney Holky od krav a ve filmu nominovaném na cenu Zlatý glóbus Panna nebo orel.
Také je známá díky hudební dvojici 78violet (dříve Aly & AJ), ve které vystupuje se svojí sestrou Amandou.

## Životopis
Narodila se v Torrance v Kalifornii, ale vyrostla v Seattlu se svojí sestrou Amandou "AJ". Je dcerou Marka a Carrie, která je členkou skupiny JC Band. Má německé a britské kořeny.
Hraje na pia reno a kytaru, skládá písničku a zpívá. Se svojí sestrou vytvořila hudební duo 78violet. Sestry jsou platinovými umělci nahrávací společnosti Hollywood Records.

## Kariéra

### Herectví
Svůj herecký debut zažila v roli Keely Teslow v původním seriálu stanice Disney Channel Phil of the Furutre. Seriál měl premiéru 29. července 2014. V srpnu 2006 stanice seriál zrušila po dvou sériích.
také si zahrála v původních filmech stanice Now You See It... a Krásky od krav. V roce 2009 získala hlavní roli v hudebním filmu Rock ze střední, po boku Vanessy Hudgens. V roce 2007 si se svojí sestrou AJ zahrála ve filmu stanice MTV Super Sweet 16: The Movie, založené na seriálu Super Sweet 16. Zahrála si roli populární nesnesitelné Taylor Tiary.
V dubnu 2010 stanice The CW oznámila ,že získala hlavní roli v seriálu Superkočky. Seriál měl premiéru 8. září 2013. Kvůli nízké sledovanosti byl seriál ukončen po první sérii. V roce 2010 se objevila po boku Emmy Stoneové ve filmu Panna nebo orel a o rok později si zahrála s Leighton Meesterovou ve filmu Spolubydlící. V roce 2013 si odbyl premiéru film Crazy Kind of Love, ve kterém si zahrála s Evou Longoriou. Ve stejném roce si také zahrála roli Brooke v seriálu Dva a půl chlapa.
V roce 2014 získala roli v seriálu stanice The CW iZombie. V roce 2016 bylo oznámeno, že si zahraje v komediálním filmu The Lears, adaptaci založenou na Shakespearovské hře Král Lear.

### Zpěv
Aly a její sestra AJ vytvořily hudební duo 78vilot a v roce 2005 vydaly první album nazvané Into the Rush. V září 2006 přišly na trh s vánočním albem s 9 písničkami nazvané Acoustic Hearts of Winter. V červenci 2007 vydaly třetí album Insomniatic. Čtvrté album měly vydat na začátku roku 2010, ale vydání bylo zrušeno, protože odešly od nahrávací společnosti. V červenci 2013 vydaly nový singl "Hothouse".

## Osobní život
V roce 2012 začala chodit s filmovým producentem Stephenem Ringerem, se kterým se poznala na natáčení filmu Sequoia. Pár se zasnoubil v červenci 2014. Dne 6. června 2015 v Portofinu v Itálii se dvojice vzala.

## Filmografie
| Rok  | Název                     | Role               | Poznámky                                                      |
| ---- | ------------------------- | ------------------ | ------------------------------------------------------------- |
| 2005 | Now You See It...         | Allyson Miller     | TV film                                                       |
| 2006 | Kráský od krav            | Taylor Callum      | TV film                                                       |
| 2007 | Super Sweet 16: The Movie | Taylor Tiara       | TV film                                                       |
| 2009 | Rock ze střední           | Charlotte Barnes   |                                                               |
| 2010 | Panna nebo orel           | Rhiannon Abernathy | Nominace - Teen Choice Award v kategorii Ženská zlodějka scén |
| 2011 | Spolubydlící              | Tracy Long         | Nominace - Teen Choice Award v kategorii Ženská zlodějka scén |
| 2013 | Crazy Kind of Love        | Janeen             |                                                               |
| 2013 | Machři 2                  | Savannah           |                                                               |
| 2014 | Sequoia                   | Reilly MacGrady    |                                                               |
| 2014 | Killing Winston Jones     | Cookie Jones       |                                                               |
| 2015 | Weepah Way for Now        | Elle               | také producentka                                              |
| 2017 | The Lears                 | Reagan Lear        |                                                               |

| Rok       | Název                                   | Role           | Poznámky |
| --------- | --------------------------------------- | -------------- | --- |
| 2004-06   | Phil of the Future                      | Keely Teslow   | Hlavní role, 43 dílů Nominace - Young Artist Award v kategorii Nejlepší vystoupení v TV seriálu (komedie nebo drama) - mladá herečka v hlavní roli |
| 2007      | Napálené celebrity                      | Samu sebe      | 1 díl |
| 2007      | Aly & AJ: Sister Act                    | Samu sebe      | MTV televizní speciál |
| 2010-11   | Superkočky                              | Marti Perkins  | Hlavní role, 22 dílů |
| 2011      | Kriminálka New York                     | Miranda Beck   | díl: „Keep It Real“ |
| 2012      | Breaking In                             | Heather Young  | díl: „Heathers“ |
| 2013-2014 | Dva a půl chlapa                        | Brooke         | Vedlejší role, 5 epizod |
| 2014      | Anger Management                        | Lauren         | díl: „Charlie and Sean's Twisted Sister“ |
| 2015–2019 | iZombie                                 | Peyton Charles | Vedlejší role (1.–2. řada), hlavní role (3. řada), 26 dílů                                                                                         |
| 2016      | Cupcake Wars Celebrity                  | Samu sebe      | díl: „Cupcakes in Space“ |
| 2016      | Motiv                                   | Chloe Wilson   | díl: „Návrat ztracené dcery“ |
| 2017      | MacGyver                                | Frankie        | díl: „Compass“ |
| 2017      | Ryan Hansen Solves Crimes on Television | Amy            | hlavní role, 8 dílů |
| 2018      | Pekelná kuchyně                         | Samu sebe      | díl: „Hell's Riders“ |

## Diskografie

### 78 violet
- Into the Rush (2005)
- Acoustic Hearts of Winter (2006)
- Insomniatic (2007)
- Fav Five – Let Me Repeat That (2004)

### Ostatní
| Rok  | Název                     | Album                                 |
| ---- | ------------------------- | ------------------------------------- |
| 2009 | "Amphetamine"             | Rock ze střední (soundtrackové album) |
| 2009 | "I Want You to Want Me"   | Rock ze střední (soundtrackové album) |
| 2009 | "Someone to Fall Back On" | Rock ze střední (soundtrackové album) |
| 2010 | "Brand New Day"           | Superkočky (Hellcats EP)              |
| 2010 | "Belong Here"             | Superkočky (Hellcats EP)              |